# Hyper Music/Feeling Good
«Hyper Music/Feeling Good» es un doble sencillo de la banda de rock Muse conformado por la cuarta y décima canción respectivamente de su álbum Origin of Symmetry. Fue publicado como el cuarto sencillo del álbum y salió a la venta el 19 de noviembre de 2001. Las caras A de los sencillos también incluían sus respectivos vídeos musicales. En Holanda se vendieron las canciones en discos separados. En 2008, una versión de «Feeling Good» se lanzó como sencillo del álbum en vivo de Muse, H.A.A.R.P.

## Hyper Music
«Hyper Music» es una canción de art punk, hard rock y metal alternativo de tempo rápido (122 bpm) con una poderosa línea de bajo. El riff de guitarra es muy parecido al de la canción «Snakercharmer» de Rage Against the Machine, banda favorita de Bellamy.
La canción trata sobre el despecho y la rabia que se siente tras una ruptura amorosa. En una entrevista, Bellamy explicó que "la letra es negativa, pura rabia y desconsideración con cualquier tipo de afecto (...) Trata sobre querer destrozar a la persona a la que has amado". La canción, en especial el título, está inspirada en el libro Hiperespacio.
El disco recopilatorio Hullabaloo incluye una rendición más lenta y emotiva de la canción, llamada «Hyper Chrondriac Music». 

## Feeling Good
"Feeling Good" es una versión del clásico de Leslie Bricusse y Anthony Newley para el musical de 1964 The Roar of the Greasepaint - The Smell of the Crowd. Bellamy decidió hacer una versión de la canción puesto que su novia de entonces era una gran fan de Nina Simone, quien también hizo una versión de la canción en 1965. La versión de Muse mezcla el género del jazz original con el rock, siendo esta categorizada como jazz rock. 
En 2008 la revista Total Guitar nombró a «Feeling Good» de Muse la quinta mejor versión de la canción. Dos años más tarde, la revista NME la nombró "mejor versión de una canción de todos los tiempos", quedando por delante de versiones de otros artistas como The Beatles y Johnny Cash. En 2014, una encuesta de la BBC la nombró la novena mejor versión de la historia.
La canción ha aparecido en varios medios, incluyendo la película Siete Almas, las series de televisión Doctor Who Confidencial, Queer as Folk, Luther, El Cuento de la Criada y Shameless, y el videojuego The Saboteur. El cantante estadounidense Adam Lambert interpretó la canción en la octava temporada de American Idol. 
En 2003, Muse demandó a Nescafé por utilizar la canción para un anuncio de televisión sin pedir permiso. La banda ganó el caso y donó la compensación de £500,000 a Oxfam.

## Vídeo musical
Ambos vídeos fueron dirigidos por el director británico David Slade. Fueron grabados en una habitación roja con la banda interpretando la canción y un conjunto de personas con caras deformadas reaccionando a la música.

## Lista de canciones
Todas las canciones escritas y compuestas por Matthew Bellamy y Leslie Bricusse. 
| 7"  |                |          |  |
| N.º | Título         | Duración |  |
| 1.  | «Hyper Music»  | 3:20     |  |
| 2.  | «Feeling Good» | 3:19     |  |

| CD1: "Hyper Music/Feeling Good" |                          |          |  |
| N.º                             | Título                   | Duración |  |
| 1.                              | «Hyper Music»            | 3:20     |  |
| 2.                              | «Feeling Good» (en vivo) | 3:01     |  |
| 3.                              | «Shine»                  | 3:16     |  |
| 4.                              | «Hyper Music» (video)    | 3:20     |  |

| CD2: "Feeling Good/Hyper Music" |                                                         |          |  |
| N.º                             | Título                                                  | Duración |  |
| 1.                              | «Feeling Good»                                          | 3:19     |  |
| 2.                              | «Hyper Music» (en vivo)                                 | 3:31     |  |
| 3.                              | «Please, Please, Please Let Me Get What I Want» (Cover) | 2:01     |  |
| 4.                              | «Feeling Good» (video)                                  | 3:12     |  |